# Luis Muñoz de Guzmán
Luis Muñoz de Guzmán (Sevilla, 1735 - Santiago de Xile, 11 de febrer de 1808) fou un oficial de marina espanyol que va ser president de la Reial Audiència de Quito i governador de Xile.

## Carrera naval i política
Va ser un destacat oficial de marina de l'armada espanyola. Va participar en la campanya del Marroc (1774) i, després, en els conflictes colonials d'Espanya amb els portuguesos al Brasil (1777). El 1779 va prendre part en les accions contra naus angleses durant el setge de Gibraltar, fet que li va valer ser ascendit a capità de navili. L'any 1791, el rei d'Espanya el va nomenar president de la Reial Audiència de Quito, càrrec que va exercir fins 1796, quan hi va renunciar. Després es va establir a Lima, on el 1801 va rebre la notícia del seu nomenament com a governador de Xile, que va assumir el gener de 1802.

## Governador de Xile
El període de govern a Xile es va caracteritzar pels avenços en matèria d'obres públiques. Muñoz de Guzmán va ordenar empedrar els carrers de la ciutat de Santiago, i va inaugurar diverses obres públiques que havien estat iniciades en mandats anteriors, com ara l'edifici de la Casa de Moneda, el palau de la Reial Audiència i les Caixes Reials. En el mateix camp va ordenar la construcció a Santiago del canal de San Carlos, obra que va quedar inconclusa el 1804. En matèria de salut, sota el seu govern es va començar a utilitzar la vacuna contra la verola (1805).
Luis Muñoz de Guzmán estava casat amb Luisa Esterripa, una notable dama d'honor de la reina d'Espanya. A instàncies del governador es va fundar una societat de literats, mentre que la seva esposa es va dedicar a activitats de promoció del teatre i la música.